# Marcelo Figueras
Marcelo Jorge Figueras (Buenos Aires, 1962) es un novelista, ensayista y guionista de cine argentino.

## Trayectoria
Comenzó trabajando en publicaciones periódicas como Clarín y la revista Humor.
Reconoce que siempre quiso escribir ficción, pero sus padres lo desanimaron a tomarlo como carrera. Por ello se orientó hacia el periodismo que, sin ser lo que deseaba, al menos le permitió escribir; y luego, quizás, dar un salto.

Toma como una gran influencia literaria a Rodolfo Walsh. Lo inspiró y se formó una idea sobre lo central de Walsh a través de un artículo de Horacio Verbitsky, en el que describía su estilo narrativo. Incluso, a principios de los año 1990 se enteró de una beca de maestría de Periodismo en la Universidad de Harvard, aprobando prácticamente todos los requisitos, en los que se destaca una prueba de idioma con más del 90%. Sin embargo, la última etapa era una entrevista individual, en la que lo entrevistó Daniel Hadad. En dicha entrevista, que Figueras interpreta que transcurría sin problemas, Hadad le pregunta cuál sería el modelo de investigación periodística. Incluso estando seguro de que lo descalificaría, respondió con sinceridad: Rodolfo Walsh, y se finalizó la entrevista, no quedando beneficiado de la beca.
Algunos de sus relatos fueron publicados en antologías como La selección argentina. Ha escrito, junto con Marcelo Piñeyro, el guion adaptado de Plata quemada, (Premio Goya a la mejor película de habla hispana y considerada por Los Angeles Times como una de las diez mejores películas de 2000). También escribió el guion de Kamchatka (elegida por Argentina para representarla en el Oscar y una de las favoritas del público durante el último Festival de Berlín); de Peligrosa obsesión, una de las más taquilleras de 2004 en Argentina; y de Rosario Tijeras, basada en la novela de Jorge Franco (la película colombiana más vista de la historia). Ha trabajado en el diario Clarín y en revistas como El Periodista y Humor, Fierro (primera etapa) y el mensuario Caín, del que fue director. También ha escrito para la revista española Planeta Humano y realizó con Marcelo Piñeyro el guion de la película Las viudas de los jueves.
En 1987 obtuvo una Mención especial en el "Concurso de Fantasía y Ciencia ficción", Ultramar /El Péndulo, por su relato "La estrategia de Mallory".
Durante 1989 y 1990 alternó la redacción de artículos en revistas de cultura joven como Pelo y Rock & Pop con la conducción de especiales televisivos en Canal 9 de Buenos Aires. En 1991 participó en la canción "Fue amor" de Jazzy Mel, acreditado en las ediciones europeas de ese disco como "Marcello Figueras".
Desde 2018 es codirector del portal El Cohete a la Luna junto a Horacio Verbitsky; proyecto que surge como un sitio web de periodismo gráfico en oposición al oficialismo de ese momento en Argentina. Así comienza una etapa en la que, más allá de escribir novelas, el enfoque está en trabajar sobre la realidad de un modo directo y “militar políticamente” del modo más natural para Figueras. Conductor y autor del programa radial Big Bang. 
En sintonía con este cambio, colaboró para crear Recuerdos que Mienten un Poco, la autobiografía del Indio Solari y una de las publicaciones más anheladas sobre el rock argentino: es la autobiografía de toda la vida –y contada en primera persona– de Carlos Alberto “El Indio” Solari, que se construyó a partir de las preguntas de Marcelo Figueras y acabó por ser "una perfecta pieza de la historia de los márgenes de la Argentina contemporánea". En el libro se hizo caso omiso de la época en que Solari y Figueras estuvieron distanciados y que el músico lo reflejaba de manera parcial en sus escritos publicados en la revista Cerdos & Peces.
Durante el 2019 recorrió varias ciudades del interior del país junto a Cristina Fernández de Kirchner en el marco de la presentación del libro Sinceramente en el que la expresidenta narra en primera persona distintas experiencias de su vida personal y política.
EN 2019 asume como director de la Radio de La provincia de Buenos Aires.

## Obras
- El espía del tiempo (1ª edición). Aguilar, Altea, Taurus, Alfaguara. 2002. ISBN 978-950-511-761-1.
- La batalla del calentamiento (1ª edición). Aguilar, Altea, Taurus, Alfaguara. 2006. ISBN 978-987-04-0568-9.
- Gus Weller rompe el molde (1ª edición). Aguilar, Altea, Taurus, Alfaguara. 2007. ISBN 978-987-04-0694-5.
- El año que viví en peligro (1ª edición). Aguilar, Altea, Taurus, Alfaguara. 2007. ISBN 978-987-04-0905-2.
- Jim Morrison: una plegaria Americana (1ª edición). AC. 2009. ISBN 978-950-877-046-2.
- Aquarium (1ª edición). Aguilar, Altea, Taurus, Alfaguara. 2009. ISBN 978-987-04-1277-9.
- Kamtchatka (1ª edición). Aguilar, Altea, Taurus, Alfaguara. 2013. ISBN 978-987-04-2823-7.
- El rey de los espinos (1ª edición). Alfaguara. 2014. ISBN 978-987-04-3457-3.
- El muchacho peronista (1ª edición). Alfaguara. 2016. ISBN 978-987-738-208-2.
- El negro corazón del crimen (1ª y 2ª edición). Alfaguara. 2017. ISBN 978-987-738-314-0.
- Todos los demonios están aquí (1ª edición). Alfaguara. 2021. ISBN 978-987-738-812-1.